# Катастрофа Як-42 в Свердловске
Катастрофа Як-42 в Свердловске — авиационная катастрофа, произошедшая в пятницу 14 сентября 1990 года. Авиалайнер Як-42 предприятия «Аэрофлот» выполнял плановый рейс SU-8175 по маршруту Волгоград — Екатеринбург, но при заходе на посадку зацепил деревья и рухнул на землю недалеко от аэропорта Кольцово. Из находившихся на его борту 129 человек (124 пассажира и 5 членов экипажа) погибли 4, ещё 40 получили ранения.

## Самолёт
Як-42 (регистрационный номер СССР-42351, заводской 4520421811379, серийный 08-09) был выпущен Саратовским авиационным заводом 16 марта 1988 года. 5 апреля того же года был передан МГА СССР, которое направило его в Волгоградский ОАО авиакомпании «Аэрофлот» (Северо-Кавказское УГА). На день катастрофы авиалайнер совершил 2824 цикла «взлёт-посадка» и налетал 4509 часов.

## Экипаж
Самолётом управлял опытный экипаж из 231-го лётного отряда, его состав был таким:
- Командир воздушного судна (КВС) — Виктор Николаевич Азаров. Изначально на этом рейсе он был КВС-инструктором, но он самостоятельно записал себя в план-наряд на полёт (хотя предыдущей ночью он также совершал ночной рейс, после чего отдыхал всего 10 часов) из-за того, что перед вылетом рейса 8175 КВС-проверяемый (Валерий Николаевич Панов) отпросился у КВС-инструктора, сославшись на семейные обстоятельства.
- Второй пилот — Андрей Андреев.
- Бортмеханик — Николай Иванович Земцов.

В салоне самолёта работали две стюардессы — Раиса Горецкая и О. Синицина.

## Хронология событий

### Предшествующие обстоятельства
Як-42 борт СССР-42351 выполнял ночной рейс SU-8175 из Волгограда в Свердловск. Со 124 пассажирами и 5 членами экипажа на борту рейс 8175 вылетел из волгоградского аэропорта Гумрак и после набора высоты занял эшелон FL300 (9150 метров), после чего без происшествий долетел до воздушной зоны свердловского аэропорта Кольцово. На всём маршруте самолётом управлял КВС.

### Начало снижения
В 140 километрах от аэропорта Кольцово экипаж приступил к снижению с эшелона и с курса правым доворотом к четвёртому развороту курса посадки 82°, отключив при этом продольный канал автопилота и пилотируя ручкой автопилота по боковому каналу. В самом Свердловске в это время была ночь и шёл дождь, небо полностью закрывали слоистые и слоисто-кучевые облака с нижней границей 150 метров, а видимость составляла 4000 метров. Заход на посадку осуществлялся по ОСП и РСП. В 65 километрах от взлётной полосы пилоты связались с диспетчером подхода, который дал им разрешение снижаться до 1800 метров к четвёртому развороту. Чтобы выйти к данному развороту на указанной высоте, лайнер должен был снижаться с вертикальной скоростью 15—20 м/с, но сильный попутный ветер, обледенение до 2000 метров и электризация не позволяли её выдерживать. В связи с этим, в 65 километрах от ВПП командир принял решение отвернуть влево, тем самым растянув манёвр снижения. Диспетчер же не стал исправлять данное изменение траектории самолёта.
После того, как рейс 8175 отвернул влево, он оказался уже в 8 километрах правее линии посадки, а высота составляла 3700 метров вместо расчётной 1800 метров. Далее курс самолёта последовательно изменялся от 58° до 20°, тем самым сокращая уклонение. Когда была достигнута высота 3000 метров, экипаж соврал диспетчеру, сказав, что достиг высоты 1800 метров (предположительно, пилоты соврали диспетчеру из-за твёрдого намерения осуществить посадку с первого захода). Лайнер находился значительно выше установленной траектории снижения и в 35 километрах от ВПП он пересёк продолжение её оси, отклоняясь теперь влево.
Продолжая снижаться и находясь уже на высоте 2500 метров, экипаж связался с диспетчером круга и, снова соврав, доложил ему о высоте 1800 метров, после чего получил разрешение на осуществление правого разворота на курс 120° и снижение до 600 метров. В 25 километрах от ВПП и в 8 километрах левее посадочного курса продолжавший снижение рейс 8175 начал выполнять правый доворот, когда с пилотами неожиданно связался диспетчер круга и дал разрешение снижаться до 500 метров и переходить на связь с диспетчером посадки.
На установленном рубеже экипаж не стал выпускать закрылки на 20° и шасси, в результате чего в 12 километрах от ВПП приборная скорость лайнера составляла 490 км/ч вместо установленной 360 км/ч, а сам авиалайнер находился вне схемы посадки в 1220 метрах левее линии посадки. Для выхода на линию посадки диспетчер дал указание установить курс 100°, что экипаж подтвердил, и начал выполнять правый доворот, после чего прошёл точку входа в глиссаду на высоте 540 метров (вместо установленной 500 метров) и с уклонением по курсу 260 метров. Шасси были выпущены на высоте 450 метров при скорости 390 км/ч, когда диспетчер дал команду вновь взять курс 100°, чтобы вернуться на линии посадки. Через 8 секунд экипаж выполнил данную команду диспетчера, установив курс 105°, в результате чего в 10 километрах от полосы они находились уже в 654 метрах левее линии. Тогда диспетчер дал команду: Курс 100 выдерживайте, удаление 8,5, левее посадочного 600, на глиссаде, благодаря чему через 2 километра боковое уклонение сократилось до 452 метров. Через километр (7 километров от ВПП) и в 200 метрах левее глиссады пилоты выпустили закрылки на 20°, при этом снижаясь с вертикальной скоростью 8 м/с, а двигатели работали в режиме полётного малого газа. Авиалайнер пересёк посадочную глиссаду по высоте и теперь находился под ней, при этом из-за турбулентности экипаж периодически чрезмерно отклонял руль высоты то вверх, то вниз.

### Ухудшение ситуации
В 6000 метрах от торца полосы пилоты начали выполнять разворот, чтобы устранить боковое уклонение от оси посадки, и довыпустили закрылки до 45°. В это время ситуация начала значительно осложняться, так как произошло автоматическое выключение бокового канала системы автоматического управления (САУ) и сработали сигнализации «КРЕН ВЕЛИК», «ОТКАЗ КАНАЛА КРЕНА САУ» и «СКОРОСТЬ ВЕЛИКА». На не успевшего как следует отдохнуть после предыдущего ночного полёта командира навалилась масса информации, так как он одновременно пытался распознать признаки отключения САУ и принять соответствующее решение, обнаружил три сигнала, управлял самолётом для выдерживания курса и глиссады, а заодно парировал пикирующий момент от довыпуска закрылков. От информационной перегрузки КВС не уследил, что лайнер отклонился влево на 250 метров и оказался ниже глиссады на 30—40 метров. Балансировка самолёта нарушилась и из-за этого на штурвале появились тянущие усилия 15—25 килограммов.
Когда диспетчер дал указание занять курс 90°, КВС рукояткой автопилота ввёл авиалайнер в крен 22° влево. В 5,5 километрах от торца ВПП диспетчер передал: Удаление 5,5, курс 88, пересекаете посадочный, правее 50, ниже глиссады 10, уменьшите. Ещё до пролёта ДПРМ рейс 8175 пересёк предпосадочную прямую и в 5 километрах от взлётной полосы оказался правее её оси на 50 метров, в связи с чем при приборной скорости 330 км/ч (при установленной 300 км/ч) пилоты начали выполнять поворот влево, когда снова сработала сигнализация «КРЕН ВЕЛИК», а следом диспетчер передал: Курс 90. Далее снова сработали сигнализации «ОТКАЗ КАНАЛА КРЕНА САУ» и «СКОРОСТЬ ВЕЛИКА», поэтому командир резко взял штурвал на себя и кнопкой на штурвале отключил САУ.
Траверз ДПРМ был пройден на 200 метров левее глиссады и выше её, поэтому диспетчер дал указание: 351, дальний, пересекли посадочный, левее посадочного 70, курс 92. Самолёт был разбалансирован, из-за чего приобрёл дополнительную вертикальную скорость, а после прохода ДПРМ возникли колебания с перегрузками до 1,3g и авиалайнер находился в непосадочном положении ниже глиссады. Рейс 8175 был в 270 метрах левее глиссады, когда в кабине пилотов сработала сигнализации опасного сближения с землёй (ССОС) и высоты принятия решения (ВПР). В таких условиях требовалось уходить на второй круг, но экипаж продолжил заход, хотя самолёт имел значительный крен и боковое уклонение, а также приближался к земле со значительной скоростью. В 3250 метрах от торца ВПП на высоте 150 метров, уклонении влево 250 метров и вертикальной скорости снижения 6—7 м/с пилоты доложили диспетчеру, что готовы к посадке. Диспетчер передал: Посадка дополнительно, курс 94, удаление 2,5, левее посадочного 100, ниже глиссады 25, уменьшите снижение. Экипаж подтвердил получение данной информации.

### Катастрофа
Высота уменьшилась до 80 метров, когда КВС увидел внешние ориентиры и понял, что самолёт находится в непосадочном положении, в связи с чем потянул штурвал на себя, снизив вертикальную скорость до 2,5 м/с, и совершил крутой поворот вправо на посадочный курс, когда диспетчер передал: Без снижения следовать. Лайнер был в 60 метрах над землёй, когда сигналы ССОС и ВПР сработали во второй раз. Бортмеханик сказал: Уходим, командир, но КВС не реагировал. Бортмеханик повторил требование об уходе на 2-й круг, после отсутствия реакции со стороны КВС и 2-го пилота перевёл двигатели на взлётный режим, что привело к планированию на поле, а не падению в лес. В 01:53 14 сентября (23:53 MSK 13 сентября) в 2 километрах от торца ВПП рейс SU-8175 врезался в верхушки деревьев на высоте 20 метров. Потеряв скорость, лайнер пролетел 300 метров и в 1,7 километрах от ВПП (между ДПРМ и БПРМ) врезался в землю и разрушился на две части. Из 129 человек на его борту погибли 4 — 1 член экипажа (бортмеханик) и 3 пассажира; ещё 40 человек (4 члена экипажа и 36 пассажиров) получили ранения различной степени тяжести.

## Воспоминания очевидца
…самолёт шёл на посадку, была низкая облачность. Потом вышел из облаков, показались внизу огни домов. Потом помню отрывками… Подумал, что уже скоро сядем, потом резко взревели турбины, (мы сидели на 16 ряду) и самолёт резко накренился вправо, я только успел сказать жене, что лётчик сумасшедший, на такой высоте, такие повороты… а дальше… всё как в тумане … резко ухнули вниз… в окне мелькало что-то… сильно трясло, что-то сыпалось, тело инстинктивно пригнулось к коленям, но я почему-то смотрел в иллюминатор, потом резкий толчок… падение вниз и тишина… буквально секунды две.
Позади завизжали женщины, но на них прикрикнули мужики, потом оказалось, что это военные лётчики. Они и руководили высадкой через аварийные люки. Все пассажиры собрались в леске недалеко от самолёта. Я пошёл обратно (у меня был какой-то сдвиг), я вёз фрукты родственникам, вот и пошёл их искать… Всё вокруг пахло керосином, самолёт поломался пополам и лежал буквой «Г». Помню, что дико орали пассажиры в районе 5-6 ряда, им пережало ноги, пытался с кем-то их вытащить, но не смог. Бегал какой-то дядька и искал свои документы и ботинки (в самолёте было жарко и все разулись). Не было вообще заднего входного люка и багажных полок, не было 7 и 8 рядов, там был разлом и только была видна земля, чётко помню, что был только 6 и 9 ряд. С нашей стороны, где мы сидели, сорвало движок и он валялся метрах в 100 от самолёта (недалеко были огни какой-то деревушки), крыло с нашей стороны уцелело, а с противоположной стороны не было крыла, но был движок, из-под самолёта в районе хвоста слегка горело, накрапывал дождик.
Бегал второй пилот и орал, что сейчас всё взорвётся, он вылез через маленькую форточку, а первому пилоту было тяжело вылезти из-за его комплекции и его вроде сильно прижало переборкой между салоном и кабиной к приборной доске… Отчётливо помню своё чувство, когда падали: хотелось выйти, всё понимал, но не мог и ждал того, что будет сейчас… Не хочется пережить это ещё раз…
Газеты писали, что лётчик был пьян, что помощь пришла через 45 минут, так как упали в 1,5 километрах от аэропорта, а мы упали в 2 ночи, первая машина приехала в 6 утра, а нас вывезли около 7 утра, что было 4 погибших, а как быть с 7-8 рядом? Вообще нашли крайнего… В прокуратуре сказали, что нам повезло, так как в «нашем» крыле было 2 тонны керосина и нам повезло, что мы упали на лес, потом на пашню и был дождик, и что в метрах в 200 от нас были коллективные сады и там было электричество…
— 